# TV.com
TV.com byla internetová stránka vlastněná americkou společností Red Ventures, která ji v roce 2020 získala nákupem CNET Media Group od CBS Interactive (sesterská společnost ViacomCBS). Sloužila jako zpravodajský web, databáze televizní tvorby s možností přehrávat klipy a celé díly vybraných pořadů a internetové fórum. Zabývala se různymi druhy televizních a online show, především v anglickém jazyce vysílaných v Austrálii, Kanadě, Irsku, Japonsku, na Novém Zélandu, ve Spojených státech a Spojeném království. Podporovala a kladla důraz na obsah vytvořený uživateli. Byla založena v roce 2005, poslední redakční obsah byl přidán na začátku roku 2019, od června 2021 je stránka nedostupná. Měla vlastní mobilní aplikaci.